# Viola bastarda
A Viola Bastarda vagy viola bastarda (mindkét írásmód elterjedt) egy elsősorban basszus vonós hangszer, a gamba család tagja. Fénykora a 16. és 17. századra tehető.
Hangja eléggé „multifunkcionális” volt: lehetett basszusnak, tenornak, de akár altnak is használni, eme képesség kihasználtsága a játékostól függött. Ez annak volt köszönhető, hogy a standard gamba és líra hangolást vegyítették. A Viola Bastardát gyakran szorosan társítják a division viol-hoz, illetve a lyra viol-hoz. 
Hans Sachs szerint hathúros, tenorfekvésű hangszer, amely egyesíti a gambák (test) és a lírák (kvart-kvint hangolás) jellegzetességeit, előnyeit.
Ezen hangszeren fordultak elő először acél- vagy sárgarézhúrok a bélhúrok helyett, igaz, csak mint együttrezgő húr – legalábbis John Playford szerint.
A legújabb szakirodalom a gambák diminúciós gyakorlatát jelöli ezzel a kifejezéssel.

## Külső hivatkozások
- A Bastardáról
- Hangolása Pretorius hangszerlexikonában